# مدفورد (ماساچوست)
مدفورد، ماساچوست
مدفورد(به انگلیسی: Medford) شهری در شهرستان میدلسکس ایالت ماساچوست می‌باشد که در سال ۱۶۳۰ بنیان‌گذاری شده‌است. این شهر در سرشماری سال ۲۰۱۰ میلادی، ۵۶٬۱۷۳ نفر جمعیت داشته‌است.